# Pedro de Valdivia
Pedro Gutiérrez de Valdivia (17. april 1497 - 25. december 1553) var en spansk conquistador og den første kongelige guvernør i Chile.der stod i spidsen for erobringen fra 1540 af Chile, hvor han senere blev guvernør. Han grundlagde flere byer, bl.a. Santiago de Chile (1541), Concepción (1550) og Valdivia (1552), inden han blev dræbt under araukanernes oprør under Lautaros ledelse.

## Militæret
Valdivia var i den spanske hær i Italien og Flandern med udmærkelse, før han blev sendt til Sydamerika i 1534. Under den peruviansk borgerkrig (1538) også kendt som Conquistador borger krig eller borgerkrige mellem erobrere
 i Peru han kæmpede med Francisco Pizarro mod Diego de Almagro . For den chilenske ekspedition overtog Valdivia (1540) en styrke af 150 spaniere (herunder hans elskerinde, Inés Suárez) og nogle indiske allierede Han marcheret tværs af den kystnære ørken i det nordlige Chile, besejret en større mængde indianere i dalen af Mapocho floden og 12 februar 1541, grundlæggelse af Santiago. I 1546 udvidede han den spansk styre, syd for Biobío floden. Efter kampene i Peru i to år, vendte Valdivia tilbage til Chile som guvernør. I 1550 begyndte han at erobre Chile syd for Biobío og grundlagde byen Concepción. I løbet af en kampagne rettet mod de araukansk indianerne, blev Valdivia taget til fange og henrettet af Lautaro, en Mapuche indisk som ledede den indfødte opstand mod de spanske erobrere.